# Тандово (озеро)
Та́ндово — бессточное озеро в России, расположенное в Барабинской низменности на территории Новосибирской области.
Озеро Тандово — шестое по величине озеро Новосибирской области, располагается на территории Барабинского района, в 33 километрах к юго-западу от Барабинска, в 8 километрах к северо-востоку от озера Чаны. Площадь озера — 5,7 тыс. га, глубина — до 2 метров. Озеро располагается на высоте 110 метров над уровнем моря.

## Топонимика
Название озера Тандово по одной из версий представляет собой изменённое Кандово (от слова кан (тюрк.) — кровь).

## Физиография
Берега достигают высоты 5—8 метров (за исключением восточного побережья, в районе впадения реки Тандовка). Размах колебаний уровня — 1,2 м.
Озеро слабосолёное, вода слабо минерализована. Замерзает в начале ноября, вскрывается в мае. Периодически заморный водоём.
В северной части примечателен длинный (8 км) и узкий (0,5 км) полуостров Сугун.
В XIX веке озеро Тандово соединялось через протоку с озером Чаны.

## Животный и растительный мир
Из рыб в озере обитают карась, ротан.
Прибрежные заросли Тандово — уникальная среда обитания птиц и млекопитающих. У озера Тандово отмечено гнездование внесённого в Красную книгу МСОП орлана-белохвоста.
Полуостров Сугун — место произрастания редких растений, считается эталонным участком сохранившейся лесостепи. Полуостров Сугун признан памятником природы областного значения.

## Ближайшие населённые пункты
На южном берегу озера находится село Новотандово.